# George Hanson
George Hanson (* im 20. Jahrhundert) ist ein US-amerikanischer Dirigent und Pianist.

## Leben
Hanson studierte an der Hochschule für Musik und darstellende Kunst Wien, am Curtis Institute of Music, an der Indiana University und am Concordia College. Er wurde Assistent von Leonard Bernstein, war von 1988 bis 1993 Dirigent des Atlanta Symphony Orchestra und darauf bis 2000 Assistent von Kurt Masur beim New York Philharmonic. Er gewann Erste Preise beim Internationalen Dirigentenwettbewerb in Budapest und bei der Stokowski Competition in New York.
In sieben Jahren als Generalmusikdirektor der Wuppertaler Bühnen realisierte Hanson fast 50 Opernproduktionen und nahm mit dem Sinfonieorchester Wuppertal 6 Alben auf, von denen eines mit einem ECHO Klassik ausgezeichnet wurde. 1996 übernahm er die Leitung des Tucson Symphony Orchestra, das er teil als Solist vom Klavier aus dirigierte. Dessen erstes Album mit André Matthieus Piano Concerto No. 4 mit dem Pianisten Alain Lefèvre erreichte den Zweiten Platz bei den USA Classical Charts. 2015 wurde er Koordinator, Dirigent und Pianist des Tucson Desert Song Festival. 2019 übernahm er zudem die Stelle des geschäftsführenden Direktors des von James Ross geleiteten Alexandria Symphony Orchestra.
In seiner Laufbahn trat Hanson mit Musikern wie Yo-Yo Ma, Joshua Bell, Peter Serkin, Nadja Salerno-Sonnenberg, Andre Watts, Emanuel Ax, Tony Bennett, Dizzy Gillespie und Roberta Flack auf. Ein Studium mit der Rockgruppe R.E.M. erreichten den Status Dreifach-Platin. Als Gastdirigent leitete Hanson u. a. das New York Philharmonic, das Rundfunk-Sinfonieorchester Berlin, der NDR-Sinfonieorchester, das Sinfonieorchester der Nationalphilharmonie Warschau und die Orchester der Komischen Oper Berlin und der Kammeroper Wien.